# Pierre Berbizier
Pierre Berbizier (Saint-Gaudens, 17 giugno 1958) è un ex rugbista a 15, allenatore di rugby a 15 e dirigente sportivo francese, già commissario tecnico delle Nazionali francese e italiana.

## Biografia
Nato a Saint-Gaudens ma originario di Pinas, Berbizier si formò come mediano di mischia nelle giovanili di un club di Lannemezan (Midi-Pirenei).
In carriera giocò con il Lourdes dal 1976 al 1985 e da allora fino a fine carriera nel 1991 nell'Agen, vincendo il titolo di campione francese nel 1988.
Dal 1981 al 1991 disputò 56 incontri con la Nazionale francese, di cui 11 come capitano, inclusi quelli della Coppa del Mondo di rugby 1987 in cui la Francia raggiunse la finale, poi persa, contro la Nuova Zelanda, sfida in cui realizzò l'unica meta dei transalpini.
Disputò anche tutti i Cinque Nazioni dal 1981 al 1991 con l'eccezione di quello del 1985, vincendo le edizioni 1981, 1983, 1986, 1987, 1988 e 1989 e conseguendo il Grande Slam nel 1981 e 1987.
Subito dopo il ritiro Berbizier assunse la conduzione della Nazionale francese a soli 33 anni divenendo così sia il più giovane commissario tecnico del XV di Francia sia, in assoluto, il più giovane tecnico di una Nazionale francese di qualsiasi disciplina sportiva.
Berbizier rimase in carica fino alla Coppa del Mondo di rugby 1995, poi dal 1998 al 2001 allenò il Narbonne; nell'aprile 2005 fu chiamato a dirigere la Nazionale italiana, che guidò nei Sei Nazioni 2006 (un pareggio esterno) e 2007 (due vittorie, una delle quali esterna) e alla Coppa del Mondo di rugby 2007 al termine della quale lasciò l'incarico per diventare l'allenatore del club parigino del Racing Métro 92.
Dopo 5 anni alla guida di tale club, preso in Pro D2 e portato agli spareggi per i playoff di Top 14 2011-12, non gli è stato rinnovato l'incarico di allenatore capo, ma è rimasto direttore sportivo della società.

## Palmarès

### Giocatore
- Campionati francesi: 1
Agen: 1987-88